# Nippon News Network
Nippon News Network (NNN) est une chaine de télévision commerciale basée au Japon. La chaîne est dirigée par Nippon Television Network Corporation.

## Chaînes nationales japonaises
- 1 : Aomori Broadcasting, Kitanihon Broadcasting, Nihonkai TV, Shikoku Broadcasting
- 3 : TV Miyazaki (basée à Miyazaki)
- 4 : 21 stations (Nippon TV, Chukyo TV, etc.)
- 5 : STV, Fukuoka Broadcasting Corporation (basée à Fukuoka et Saga)
- 7 : Fukui Broadcasting (basée à Fukui)
- 10 : Yomiuri TV (basée à Osaka, Hyogo, Kyoto, Nara, Shiga et Wakayama)